# Campylomormyrus phantasticus
Campylomormyrus phantasticus es una especie de pez elefante eléctrico en la familia Mormyridae presente en la cuenca del Río Sanaga. Es nativo de Camerún y puede alcanzar un tamaño aproximado de 370 mm.
Respecto al estado de conservación, se puede indicar que de acuerdo a la IUCN, esta especie puede catalogarse en la categoría «preocupación menor (LC)».